# Economidichthys trichonis
Economidichthys trichonis је зракоперка из реда Perciformes и фамилије Gobiidae.

## Угроженост
Ова врста се сматра угроженом.

## Распрострањење
Ареал врсте је ограничен на једну државу. 
Грчка је једино познато природно станиште врсте.

## Станиште
Станишта врсте су језера и језерски екосистеми и слатководна подручја.